# Athletic Club de Bobigny 93 rugby
Pour la section féminine, voir Athletic Club de Bobigny 93 rugby (féminines).
Maillots
Actualités
Dernière mise à jour : 24 août 2010.
L'Athletic Club de Bobigny 93 rugby appelé plus simplement AC Bobigny 93 rugby est un club de rugby à XV francilien dont l'équipe première masculine évolue en 3e division fédérale (D7). Ce club est basé à Bobigny en Seine-Saint-Denis.
La section rugby à XV a été créée en 1965 au sein d'un club omnisports. L'association indépendante, l'AC Bobigny 93 rugby, a été créée en 2005. Elle dépend du comité de l'Île-de-France.
L'AC Bobigny 93 est connu pour être un des clubs les plus réguliers de Fédérale 1. Malheureusement, à la suite de soucis financiers et après 14 années consécutives en Fédérale 1, le club est relégué en Fédérale 2 à la fin de la saison 2016-2017. Le club sera sanctionné de nouveau l'année suivante et évolue désormais en Fédérale 3. 
En plus de sa section masculine, le club abrite une section féminine.

## Histoire
- 1965 :
  - Création du club[1] à l'initiative de Roland Limousin, élu municipal, et de Claude Antony qui s'occupait alors de la maison des jeunes.
  - Inscription en championnat FSGT (Fédération Sportive et Gymnique du Travail) lors de ses trois premières années d'existence.
- 1967 : Le président M. Taric et André Chamois créent l'école de rugby[1].
- 1969 :
  - Finaliste championnat de France FSGT face à Bègles.
  - Inscription auprès de la Fédération française de rugby (FFR).
- 1970-1978 : Les premières années en FFR avec deux montées.
- 1978 : Finale du championnat de France de 2e série, perdue face à Tuchan (Aude) et accession en 1re série.
- 1979 : accession en Honneur.
- 1986-1987 : Montée en 3e division.
- 1989-1990 : Montée en 2e division.
- 1990-2002 : Douze années en 2e division devenue Fédérale 2
- 1998-1999 : Champion de France Teulière.
- 2001-2002 :
  - Senior 1 : Champion de France de Fédérale 2 et accession à la Fédérale 1.
  - Seniors 2 : Champion de France de Fédérale B.
- 2002-2003 : 16e de finale de Fédérale 1.
- 2003-2004 :
  - Senior 1 : 16e de finale de Fédérale 1.
- 2004-2005 :
  - Senior 1 : 16e de finale de Fédérale 1.
- 2006-2007 :
  - Senior 1 : Finaliste de Fédérale 1 (play-down) (défaite contre le RC Châteaurenard 24-25).
- 2007-2008 :
  - Senior 1 : Quart de finaliste du trophée Jean Prat (championnat 1re division fédérale) contre Aix-en-Provence (match aller-retour).
  - Senior 2 : 8e de finale du championnat de France de Nationale B ;
- 2008-2009 :
  - Le club se voit pour la première fois de son histoire invité par la Fédération Française de Rugby dans les championnats juniors élites Crabos et Reichel A.
  - Senior 1 : Quart de finaliste du trophée Jean Prat (championnat 1re division fédérale) contre Chalon-sur-Saône (match aller-retour) ;
  - Senior 2 : Demi-finaliste du championnat de France de Nationale B ;
  - Junior : Huitième de finaliste du championnat de France Crabos.
- 2009-2010 :
  - Senior 2 : Demi-finaliste du championnat de France de Nationale B ;
- 2010-2011 :
  - Senior 1 : Quart de finaliste du trophée Jean Prat (championnat 1re division fédérale) contre Périgueux (match aller-retour) ;
  - Senior 2 : Quart de finaliste du championnat de France Nationale B ;
    - Finaliste du championnat de France de 2e division contre Castres.
    - Championne d'Ile-de-France
- 2013 : 
  - Séniors hommes : Vainqueur de la Coupe d'Île-de-France de rugby à VII.
- 2016-2017 :
  - Séniors Hommes : 
    - 1er de la poule 3 de Fédérale 1, Seizième de finale du trophée Jean Prat ;
    - Relégation administrative en Fédérale 2 à l'issue de la saison.
- 2017-2018 : 
  - Séniors Hommes : 
    - 7e de la poule 1 de Fédérale 2 ;
    - Relégation administrative en Fédérale 3 à l'issue de la saison.
- 2018/2019 :
  - Séniors Hommes 1 : 7e de la poule 2 de Fédérale 3 ;

## Personnalités du club

### Joueurs emblématiques

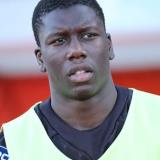
Yacouba Camara a fait ses premiers pas ovales à l'école de rugby de l'ACB93.

- Mehadji Tidjini
- Valentin Courrent
- Yves Donguy
- Dan Tudosa
- Boris Bouhraoua
- Alexandre Pichot
- Fabrice Dicka
- Hugh Chalmers
- Fabien Marque
- Mohamed Boughanmi
- Martin Wognitsch
- Yacouba Camara
- Cameron Woki
- Gabriel N'Gandebe
- Steven David
- Lucas Rubio